# Munkbroleden
Munkbroleden er en af Stockholms stærkt trafikerede hovedtrafikårer på vestsiden af Gamla stan i Stockholm. Den strækker sig fra Slussen i syd til Riddarholmsbron i nord. Munkbroleden passerer tre torve: Kornhamnstorg, Mälartorget og Munkbron.

## Historie
Navnet Munkbro- stammer fra den bro som forbandt Stadsholmen med Gråmunkeholmen (det nuværende Riddarholmen) og som i 1462 blev kaldt Monkabrona. Det er sandsynligt at da Riddarholmens navn slog igennem og broen blev flyttet længere mod nord, begyndte navnet Munkbron at blive brugt om kajområdet ved Riddarholmskanalens østlige side.
Munkbroleden blev bygget i 1930'erne for at aflaste Gamla stan for den øgede biltrafik. En forbindelse med større kapacitet mellem Stockholms sydlige og nordlige bydele blev først en realitet i 1950'erne og 1960'erne med Centralbron.